# Scienza e tecnologia in Giappone

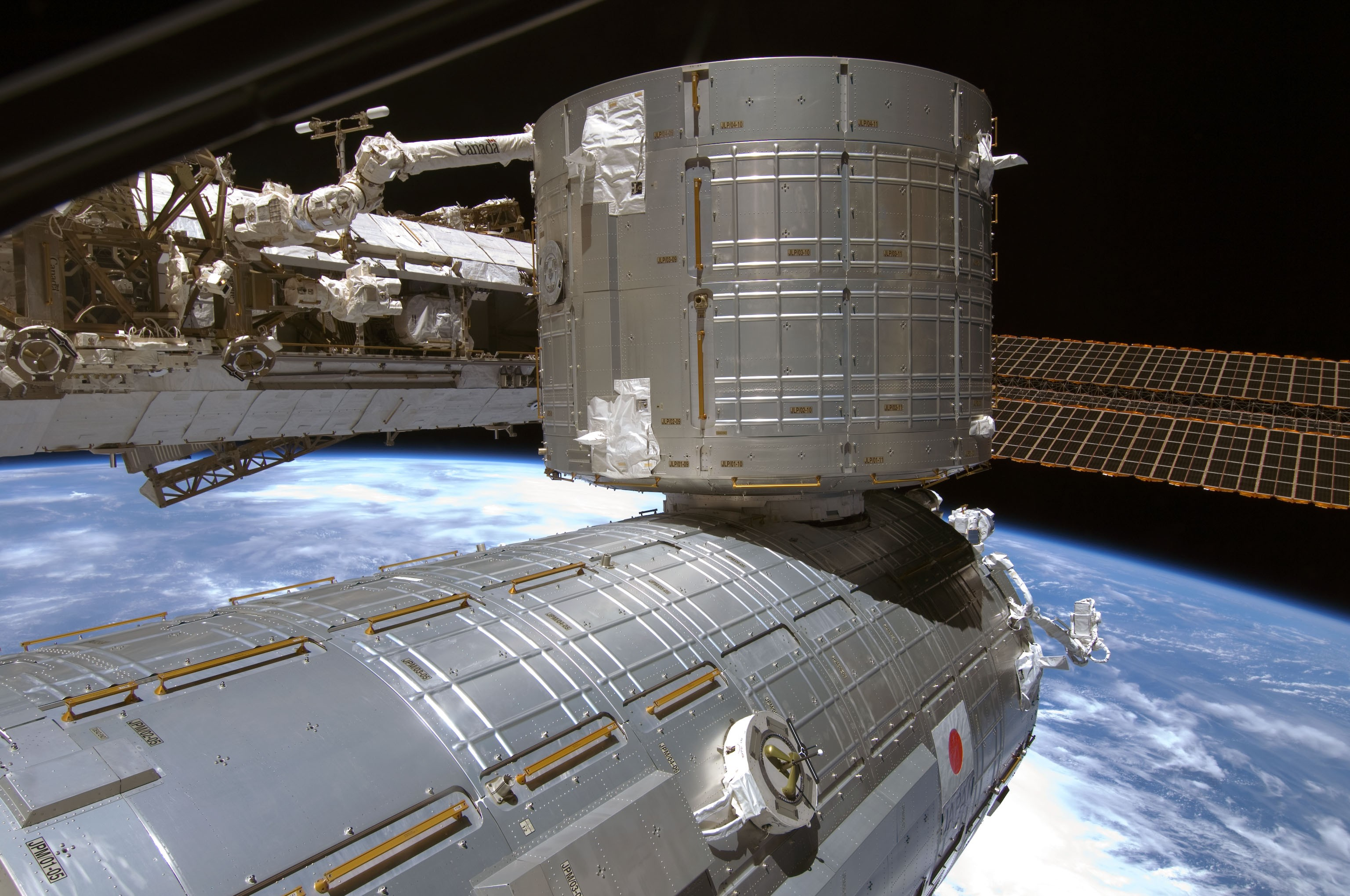
Modulo sperimentale giapponese

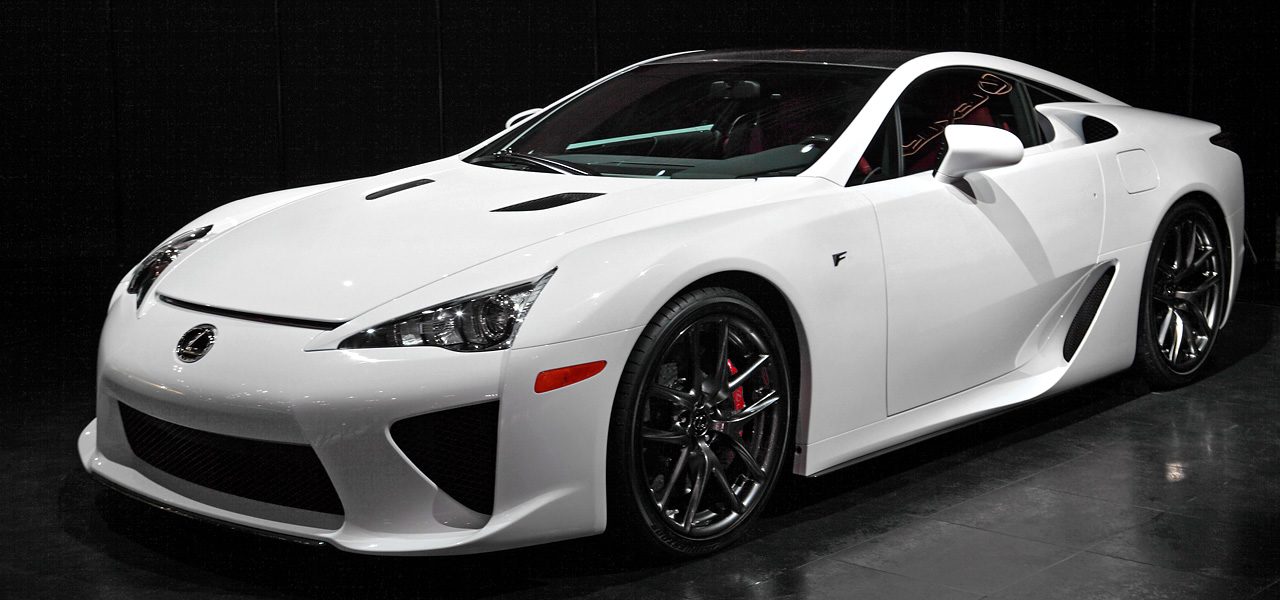
Lexus LFA

Scienza e tecnologia in Giappone sono per lo più concentrate e sviluppate nell'elettronica di consumo, nella robotica e nell'industria automobilistica.

## Elettronica

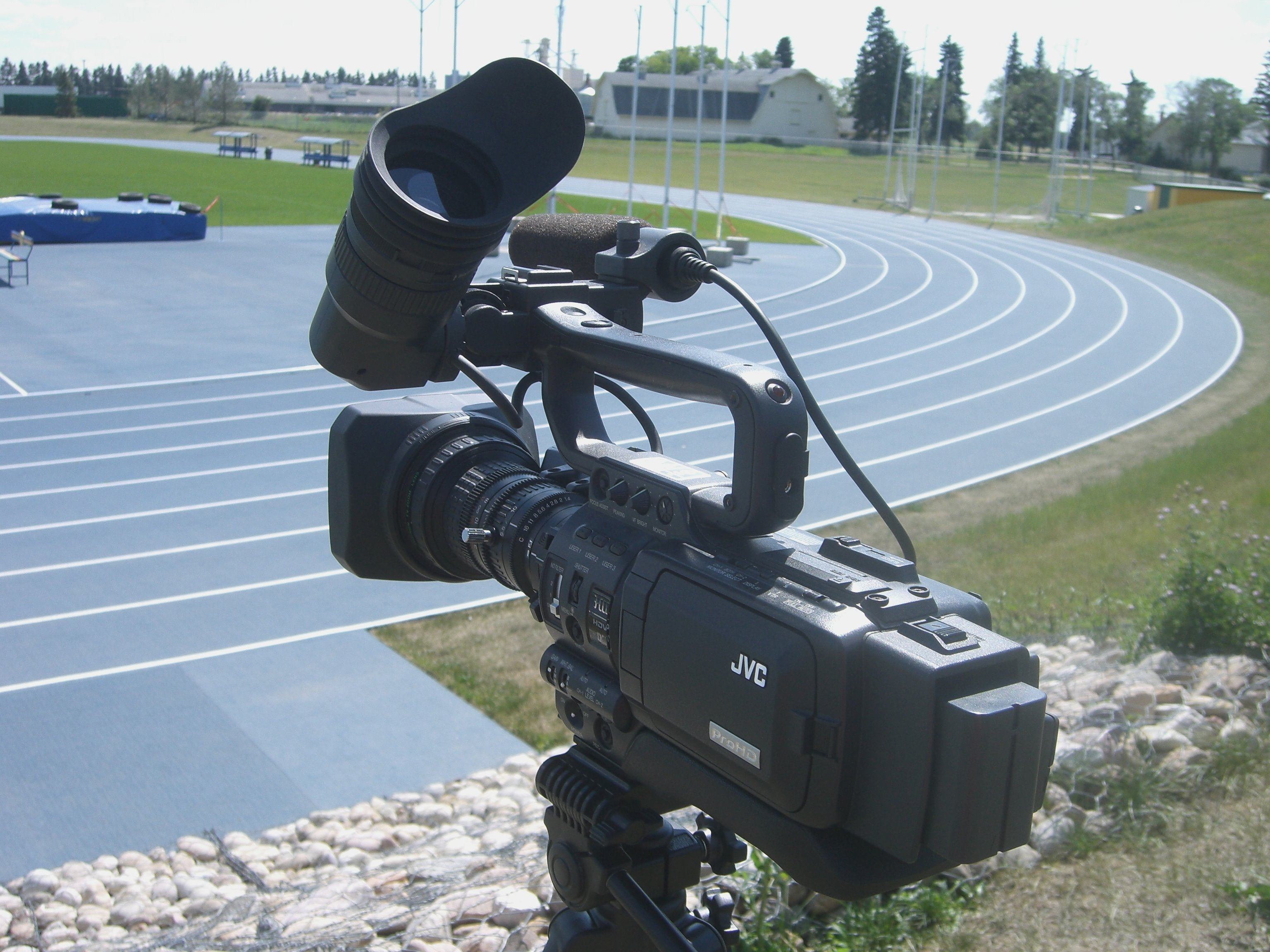
Fotocamera PRO-HDV JVC

Il Giappone è celebre per la sua industria elettronica in tutto il mondo, e i prodotti elettronici rappresentano una grande quota del mercato mondiale, in confronto alla maggior parte degli altri paesi. Il Giappone è una delle nazioni dominanti nei campi della ricerca scientifica, della tecnologia, dei macchinari e della ricerca medica con il terzo bilancio più grande del mondo per la ricerca e sviluppo pari a 130 miliardi di dollari e oltre 677.731 ricercatori. Il Giappone ha ricevuto la maggior parte dei premi Nobel per la scienza in Asia (vedi Vincitori del premio Nobel per paese.)
Il Giappone si pone all'avanguardia anche nel campo della robotica, dove ha realizzato da tempo importanti investimenti.
Il paese possiede grandi conglomerati societari internazionali come Fuji (che sviluppò il primo computer elettronico giapponese, FUJIC1999, nel 1956) e Sony. Sony, Panasonic, Canon, Fujitsu, Hitachi, Sharp, NEC, Nintendo, Epson e Toshiba sono tra le più note aziende di elettronica del mondo. Toyota, Honda, Nissan, Mazda, Mitsubishi, Suzuki e Subaru sono anch'esse aziende automobilistiche tra le più note del mondo.

## Aeronautica

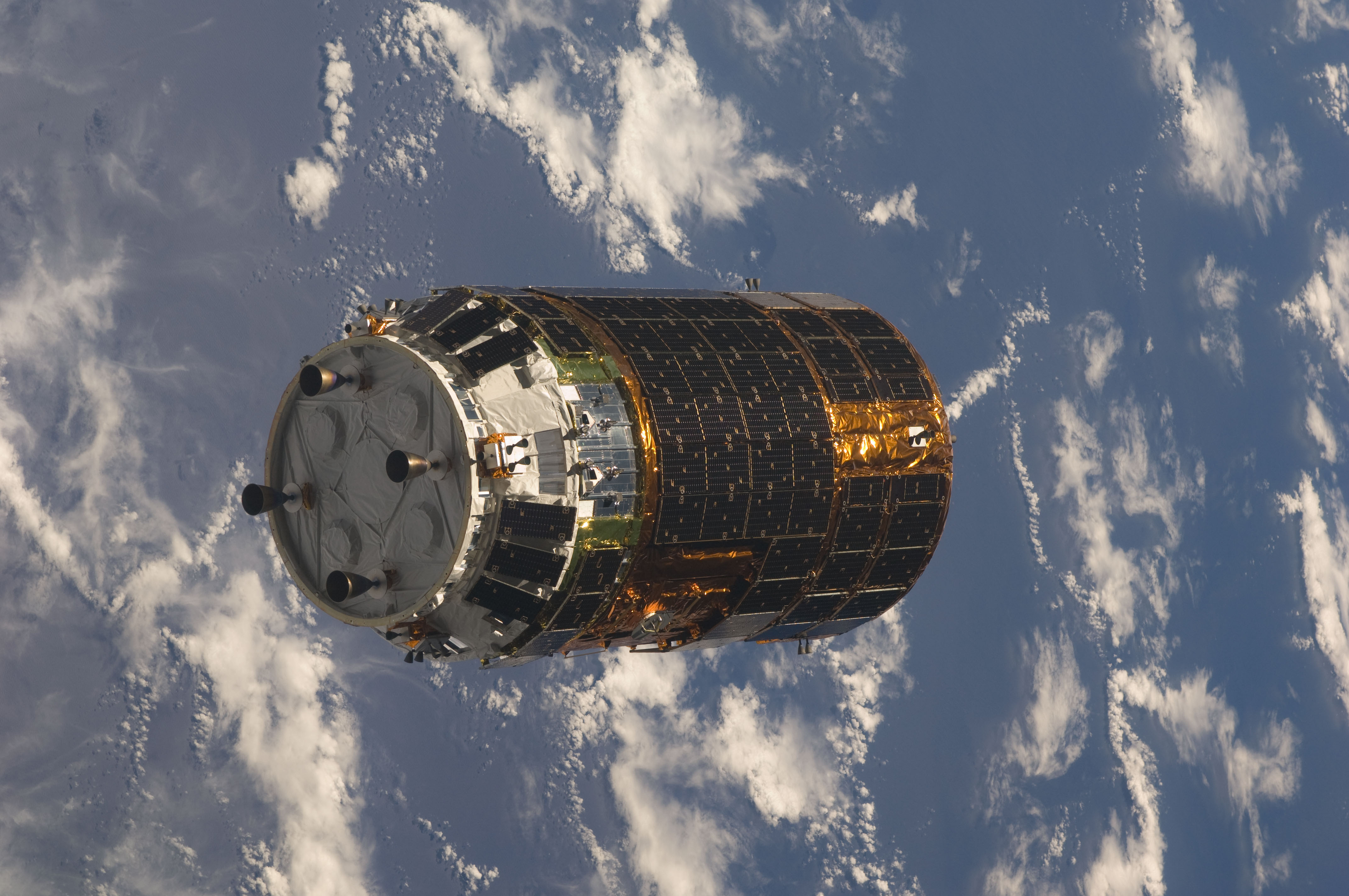
Veicolo di trasferimento H-II

L'Agenzia del Giappone per l'esplorazione aerospaziale (Japan Aerospace Exploration Agency, JAXA) conduce ricerche spaziali e planetari, ricerche sull'aviazione e sviluppo di razzi e satelliti. Ha sviluppato una serie di razzi, il più recente e il più potente dei quali è l'H-IIB. I razzi H-IIA/B che hanno la capacità di trasportare al massimo 8 tonnellate di carico utile all'OTG sono ora gestiti da un'azienda privata, la Mitsubishi Heavy Industries. Essa ha costruito anche il modulo sperimentale giapponese, che fu lanciato e aggiunto alla Stazione spaziale internazionale durante i voli di assemblaggio dello Space Shuttle nel 2007 e nel 2008, e il veicolo di trasferimento (HTV) per trasferire i carichi utili alla stazione nel 2009. Sono da tempo allo studio anche piani per la costruzione di una base spaziale sulla Luna.

## Energia nucleare

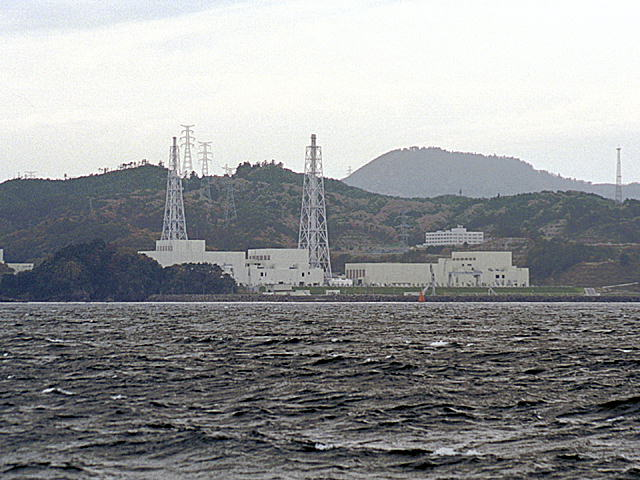
La centrale nucleare di Onagawa, un sito con un reattore ad acqua bollente da tre unità, tipico degli impianti nucleari giapponesi

A partire dal 1973, il Giappone ha cercato di ridurre la sua dipendenza dalle importazioni di combustibili e ha cominciato a investire sull'energia nucleare. Nel 2008, dopo l'apertura di sette nuovissimi reattori nucleari (tre su Honshū, e uno ciascuno su Hokkaidō, Kyūshū, Shikoku e Tanegashima), il Giappone è diventato il terzo più grande utilizzatore di energia nucleare al mondo con 55 reattori nucleari. Questi forniscono il 34,5% dell'elettricità del paese.
In seguito al terremoto e maremoto del Tōhoku del 2011 e al conseguente collasso dei sistemi di raffreddamento della centrale nucleare di Fukushima Dai-ichi dell'11 marzo 2011, fu dichiarata un'emergenza nucleare. 140.000 residenti nel raggio di 20 km dalla centrale furono evacuati. (Vedi in proposito Conseguenze ambientali del disastro di Fukushima Dai-ichi.)
In ambito scientifico bisogna ricordare l'attività della geochimica giapponese Katsuko Saruhashi (1920-2007): È stata la prima scienziata ad aver misurato il livello di anidride carbonica nell'acqua di mare e anche a mostrare i pericoli della ricaduta radioattiva nell'atmosfera e nell'acqua del mare stessa.

## Vincitori del premio Nobel
I ricercatori giapponesi hanno vinto parecchi premi Nobel. A Hideki Yukawa, (noto per i suoi studi sul mesone), formatosi all'Università di Kyoto, fu assegnato il Premio Nobel per la fisica nel 1949. Sin-Itiro Tomonaga lo seguì nel 1965. Il fisico dello stato solido Leo Esaki, formatosi all'Università di Tokyo, ricevette il premio nel 1973. Kenichi Fukui dell'Università di Kyoto condivise il premio per la chimica del 1981, e Susumu Tonegawa, anch'egli formatosi all'Università di Kyoto, divenne il primo vincitore giapponese del premio per la fisiologia o medicina nel 1987, seguito da Shinya Yamanaka nel 2012. I chimici giapponesi ottennero premi nel 2000 e 2001: prima Hideki Shirakawa (Istituto di tecnologia di Tokyo) e poi Ryōji Noyori (Università di Kyoto). Masatoshi Koshiba (Università di Tokyo) e Kōichi Tanaka (Università del Tōhoku) vinsero per la fisica e la chimica, rispettivamente, nel 2002. Makoto Kobayashi, Toshihide Maskawa e Yōichirō Nambu (che era cittadino statunitense quando fu premiato), condivise il premio per la fisica, mentre Osamu Shimomura e Akira Suzuki vinsero il premio per la chimica rispettivamente nel 2008 e nel 2010. Isamu Akasaki, Hiroshi Amano e Shūji Nakamura (che era anche lui cittadino statunitense quando ricevette il premio), condivise il premio per la fisica nel 2014.

## Ricerca biomedica in Giappone
Il Giappone è una nazione guida nella ricerca scientifica, in particolare nella ricerca medica.

### Medici e Scienziati giapponesi
- Michiaki Takahashi, noto per aver sviluppato, nel 1974, il vaccino anti-varicella
- Kitasato Shibasaburō
- Kiyoshi Shiga
- Takamine Jōkichi
- Umetaro Suzuki
- Hantaro Nagaoka